# Tournefortia bojeri
Tournefortia bojeri är en strävbladig växtart som beskrevs av A. Dc. Tournefortia bojeri ingår i släktet Tournefortia och familjen strävbladiga växter. Inga underarter finns listade i Catalogue of Life.

## Bildgalleri

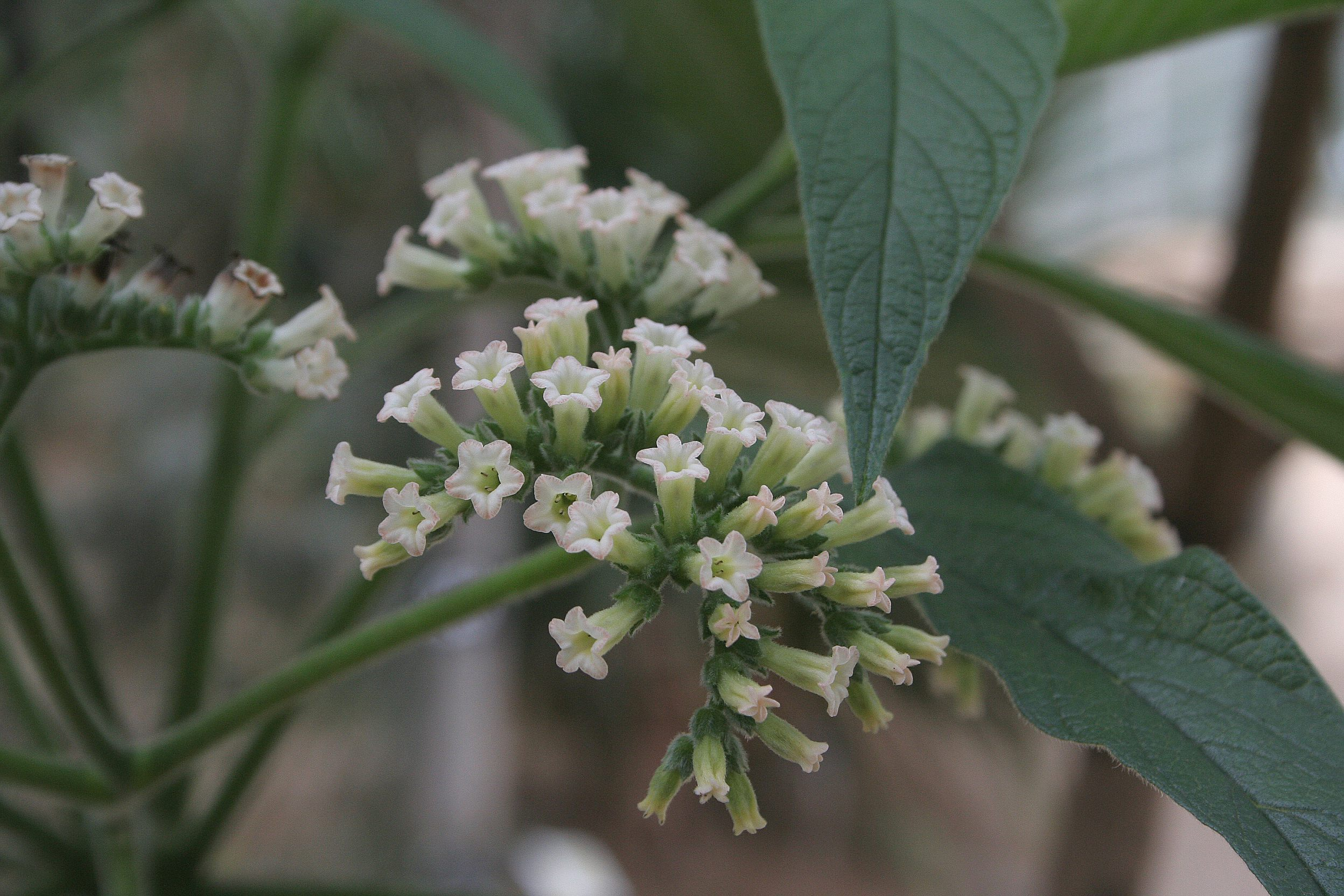
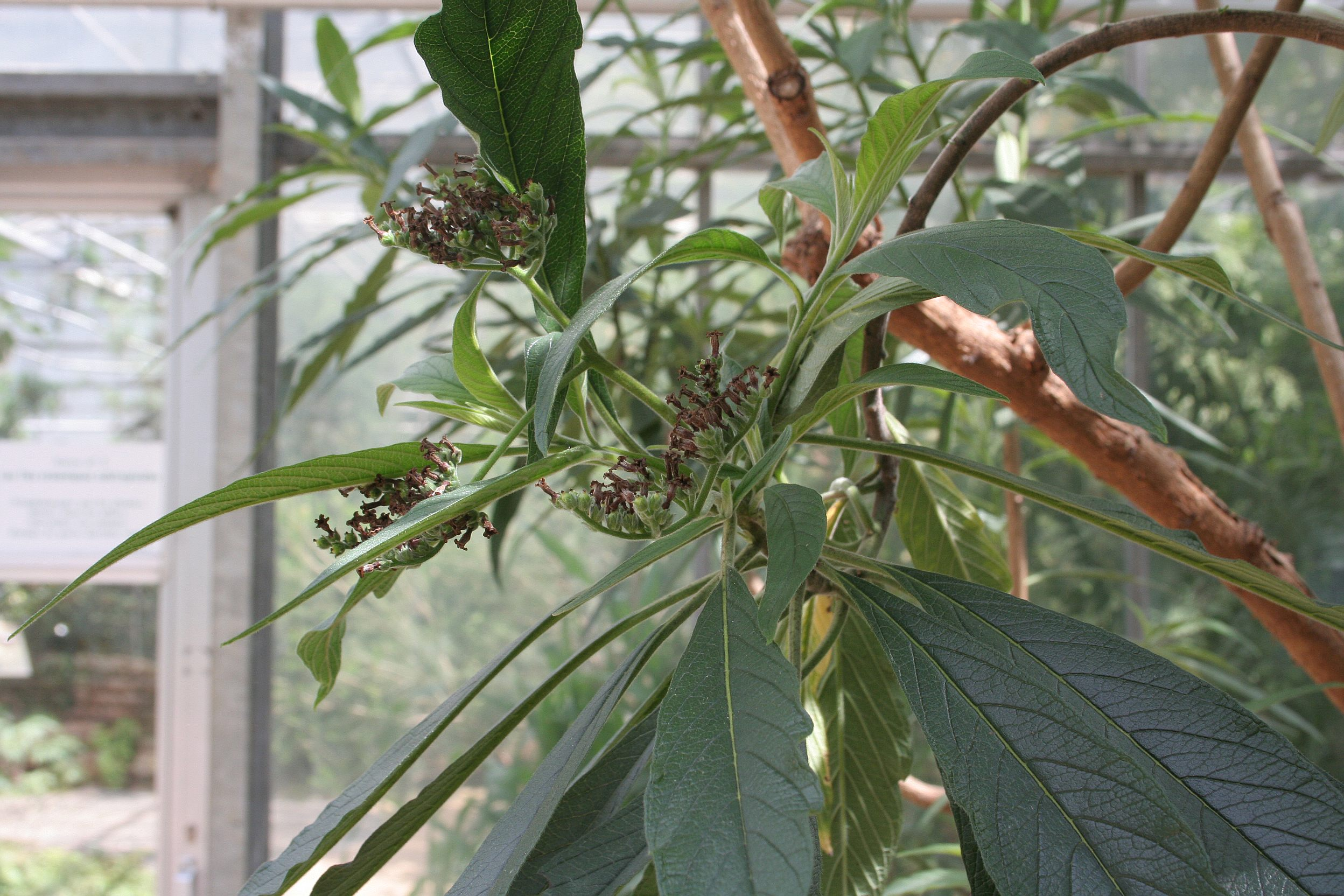